# Iván Joy

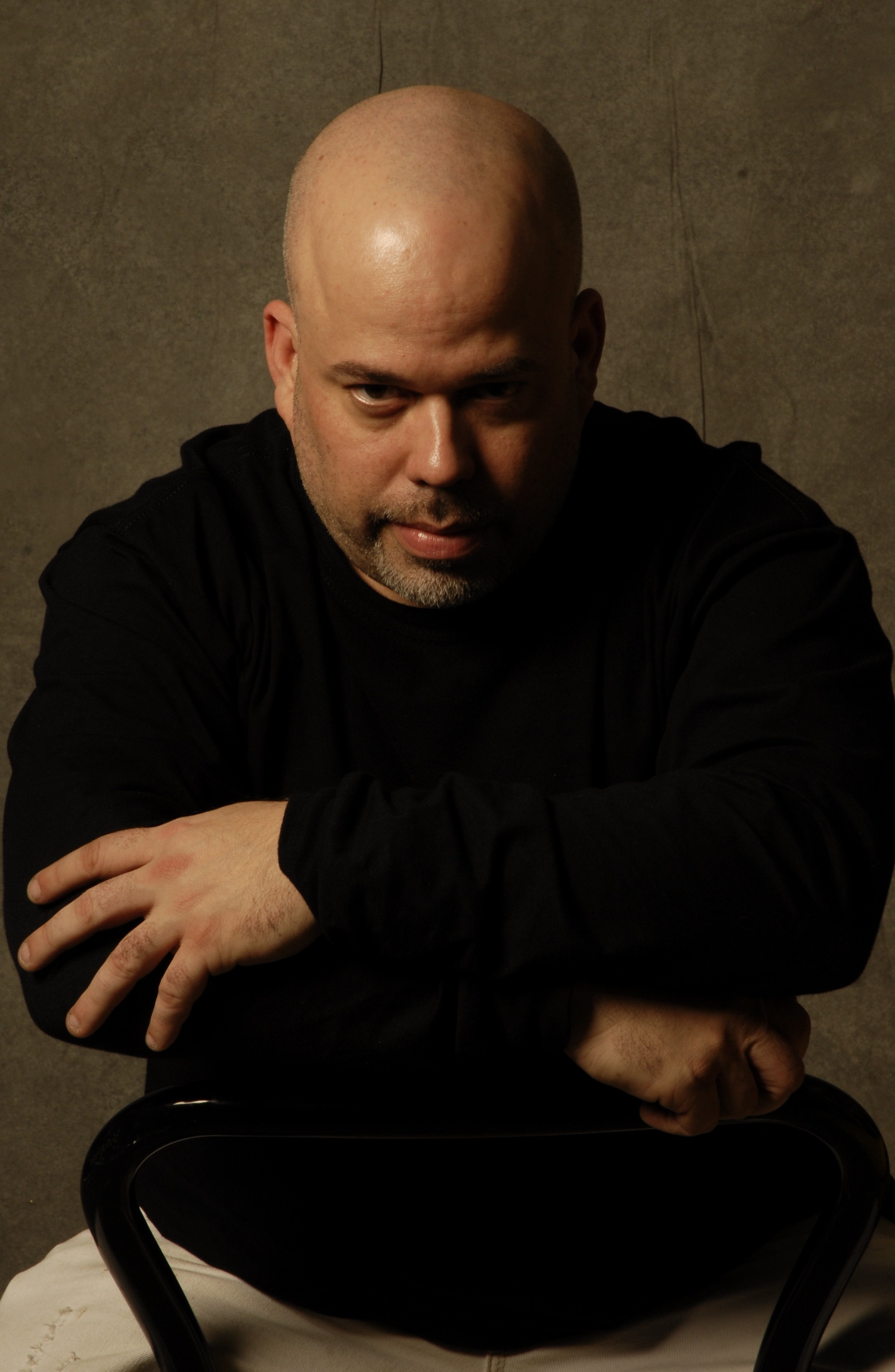
Iván Joy (2010)

 Iván Joy  (* 3. Dezember 1975 in San Juan, Puerto Rico; eigentlich Iván Manuel García de la Noceda Joy) ist ein populärer puerto-ricanischer Produzent der Genres Reggaeton und Hurban (Hispanic Urban). Seit 2000 besitzt er sein eigenes Label mit dem Namen Diamond Music mit weltweitem Vertrieb. Joy ist zudem Teilhaber und Vizepräsident des zwischenzeitlich gegründeten Mutterunternehmens Artist System. 
| Personendaten    | Personendaten                                                |
| ---------------- | ------------------------------------------------------------ |
| NAME             | Joy, Iván                                                    |
| ALTERNATIVNAMEN  | Joy, Iván Manuel García de la Noceda                         |
| KURZBESCHREIBUNG | puerto-ricanischer Produzent und Sänger des Genres Reggaeton |
| GEBURTSDATUM     | 3. Dezember 1975                                             |
| GEBURTSORT       | San Juan                                                     |